# Матиньон (кантон)
Матиньо́н (фр. Matignon) — упраздненный кантон во Франции, в регионе Бретань, департамент Кот-д’Армор. Входил в состав округа Динан.
Код INSEE кантона — 2224. Всего в кантон Матиньон входило 10 коммун, из них главной коммуной являлась Матиньон.

## Коммуны кантона
| Коммуна          | Население, чел. (1999) | Почтовый индекс | Код INSEE |
| ---------------- | ---------------------- | --------------- | --------- |
| Ла-Буйи          | 664                    | 22240           | 22012     |
| Матиньон         | 1537                   | 22550           | 22143     |
| Плебуль          | 662                    | 22550           | 22174     |
| Плевнон          | 733                    | 22240           | 22201     |
| Рюка             | 504                    | 22550           | 22268     |
| Сен-Денуаль      | 354                    | 22400           | 22286     |
| Сен-Ка-ле-Гильдо | 3187                   | 22380           | 22282     |
| Фреэль           | 2047                   | 22240           | 22179     |
| Энанбиэн         | 1294                   | 22550           | 22076     |
| Энансаль         | 935                    | 22400           | 22077     |

## Население
Население кантона на 2006 год составляло 12 674 человека.
| 1962 | 1968 | 1975 | 1982 | 1990 | 1999   | 2006   | 2007 |
| ---- | ---- | ---- | ---- | ---- | ------ | ------ | ---- |
| -    | -    | -    | -    | -    | 11 919 | 12 674 | -    |